# Liste von Söhnen und Töchtern der Stadt Mainz
Liste der Söhne und Töchter der Stadt Mainz
Weitere Listen mit Mainzer Persönlichkeiten, die in der Stadt gewirkt haben, aber nicht zwangsläufig in Mainz geboren wurden:
- Liste Mainzer Persönlichkeiten
- Liste der Ehrenbürger von Mainz
- Liste der Mainzer Weihbischöfe

(Chronologische Reihenfolge)

## Geboren bis 1700
- um 780, Rabanus Maurus OSB, † 4. Februar 856 in Winkel im Rheingau, Abt des Klosters Fulda und Mainzer Erzbischof
- um 960 (möglicherweise auch in Metz geboren), Gerschom ben Jehuda, † 1028 oder 1040, jüdischer Rechtsgelehrter, „Leuchte des Exils“
- um 1200, Arnold Walpod, † 13. November 1268 in Mainz, Mainzer Patrizier aus dem Geschlecht der Löwenhäupter, Walpode der Stadt, Begründer des Rheinischen Städtebundes
- um 1395, Hermann Edlerawer, † um 1458 in Wien, Komponist und Jurist in Wien
- um 1397, Johannes Gutenberg (eigentlich Gensfleisch zur Laden), † 3. Februar 1468 in Mainz, Buchdrucker. Nach ihm ist die Johannes-Gutenberg-Universität Mainz benannt. (Geburtsdatum willkürlich auf 1400 festgelegt)
- um 1400, Johannes Fust, † 30. Oktober 1466 in Paris, Drucker, Mitarbeiter und Finanzier Gutenbergs; gründete mit Peter Schöffer eine eigene Druckerei, deren Druckerzeichen heute als Signet des Börsenvereins des Dt. Buchhandels dient
- 1488, Otto Brunfels, † 23. November 1534 in Bern, Theologe und Botaniker
- um 1530, Peter Obernburger, † 16. November 1588 in Dillingen an der Donau, Jurist, Sekretär bei Kaiser Karl V. und Reichshofrat
- 1588, Georg Helwich, † 1632 in Mainz, katholischer Priester, Domvikar und Historiker des Erzbistums Mainz
- um 1620, Quirinus von Merz, † 1695 in Minden/Schierholz, katholischer Kirchenrechtler, kurmainzischer Kanzler
- 16. März 1643, Caspar Wilhelm von Ritter zu Grünstein, † 21. April 1729 in Mainz, kurmainzischer Hofgerichtspräsident und Kämmerer
- 25. März 1652, Johann Merz von Quirnheim, † 1718 oder 1728 in Mainz, Jurist und Diplomat in den Diensten des Kurfürsten zu Mainz und von Kaiser Leopold I.
- um 1660, Johann Adam Breunig, † 1727, Baumeister und Architekt des Barock
- 1646, 19. Oktober, Johann Anton I. Knebel von Katzenelnbogen, † 27. April 1725 in Eichstätt, Fürstbischof von Eichstätt
- 1674, 3. März, Friedrich Carl von Schönborn, † 26. Juli 1746 in Würzburg, Fürstbischof von Würzburg und Bamberg und Reichsvizekanzler
- 1675, 27. Dezember, Johann Kaspar Herwarthel, † 13. November 1720 in Mannheim, Architekt und Baumeister des rheinisch-fränkischen Barocks
- 1684, 24. September, Bartholomäus Lutz, † 1756 in Bruchsal, Jesuit, Theologe und Kirchenrechtler
- 1694, Johannes Vogelmann, Mediziner, Chemiker, Professor und Hochschulfunktionär in Mainz und fürstbischöflicher Leibarzt in Würzburg

## 1701–1800
- 1708, 8. Juli, Joseph Franz Bonaventura von Schönborn-Wiesentheid, † 25. Januar 1772 in Wiesentheid, Landesherr, Vizedom von Aschaffenburg
- 1708, 5. August, Heinrich Joseph von Nitschke, † 23. Mai 1778 in Bamberg, Weihbischof in Bamberg
- 1710, 8. März, Heinrich Kilber, † 25. Oktober 1783 in Heidelberg, Jesuitenpater, Theologe und Hochschullehrer
- 1714, 3. Dezember, Karl Busäus, † 1782 in Bamberg, Jesuitenpater, Theologe und Hochschullehrer
- 1718, 14. April, Hermann Goldhagen, † 22. April 1794, Jesuitenpater, Theologe und Hochschullehrer
- 1721, 4. August, Anselm Eckart, † 29. Juni 1809 in Polazk, Ordenspriester (Jesuit) und Missionar
- 1728, 12. Dezember, Carl von Ritter zu Grünstein, † 27. April 1792 in Mainz, Stadtgerichtspräsident in Mainz und kurmainzischer Kämmerer
- 1732, Joseph Fuchs, † 19. Juli 1782 in Seligenstadt, Benediktinerpater, Mainzer Hofarchäologe, Autor
- 1739, 2. März, Philipp Franz Wilderich Nepomuk von Walderdorf, † 21. April 1810 in Bruchsal, Fürstbischof von Speyer 1797–1810
- 1745, 18. August, Ludwig Fischer, † 10. Juli 1825 in Berlin, Opernsänger
- 1747, 11. Mai, Carl May, † 6. Juni 1822 in Aschaffenburg, Phelloplastiker
- 1749, 27. Mai, Johann Richard von Roth, † 31. Dezember 1813 in Frankfurt am Main, Jurist und Hochschullehrer, Politiker
- 1749, 3. Dezember, Gottlieb Welté, † 17. Dezember 1792 in Kohila/Estland, Landschaftsmaler und Radierer
- 1749, 20. Februar, Georg Karl Ignaz Freiherr von Fechenbach zu Laudenbach, † 9. April 1808 in Werneck bei Würzburg, Fürstbischof von Bamberg und Würzburg 1800–08
- 1750, 18. November, Wolfgang Heribert von Dalberg, † 28. September 1806 in Mannheim, Kämmerer von Worms und Intendant des Nationaltheaters von Mannheim
- 1752, 3. Dezember, Georg Friedrich Fuchs, † 9. Oktober 1821 in Paris, Klarinettist, Komponist und Dirigent
- 1753, 11. März, Rudolf Eickemeyer, † 9. September 1825 in Gau-Algesheim, Kurmainzer Professor und Artillerieoffizier, französischer General, Maire und Bürgermeister von Gau-Algesheim
- 1753, 19. April, Johann Kaspar Schneider, † 24. Februar 1839 in Mainz, Landschafts- und Porträtmaler
- 1754, 18. Mai, Nikolaus Joseph Brahm, † 29. Juni 1821 in Aschaffenburg, Jurist und Entomologe
- 1755, Ernst Koch, † 2. Februar 1825 in Wien, Baumeister
- 1755, 29. Januar, Christian Lauteren,† 19. Dezember 1843, Handelsrichter und Landtagsabgeordneter
- 1756, Maximilian Neustück, † 14. November 1834 in Basel, Maler
- 1756, 6. Dezember, Nicolaus Vogt, † 19. Mai 1836 in Frankfurt am Main, Historiker, konservativer Staatstheoretiker und Politiker
- 1760, 5. Dezember, Franz Josef Ignaz von Linden, † 3. Januar 1836 in Stuttgart, Jurist und württembergischer Landtagsabgeordneter
- 1761, 9. Mai, Johann Vincenz Caemmerer, † 26. März 1817 in Frankfurt am Main, Jurist, Komödiendichter und Publizist
- 1762, Johann Georg Graeff, † 7. Februar 1829 in London, Flötist und Komponist
- 1764, 19. November, Lothar Franz Marx, † 22. Oktober 1831 in Frankfurt am Main, römisch-katholischer Theologe
- 1765, 7. Februar, Caspar Hilt, † 2. Mai 1829 in Wiesbaden, Jurist
- 1765, 3. Mai, Johann Adam Braun, † um 1808, Theologe und Arzt
- 1765, 22. Dezember, Philipp Moritz von Schmitz-Grollenburg, † 27. November 1849 in Baden-Baden, württembergischer Diplomat
- 1766, 19. Januar, Johann Martin Manl, † 15. Oktober 1835 in Eichstätt, Bischof von Speyer 1827–35 und von Eichstätt 1835
- 1768, 7. März, Joseph Wenzel, † 14. April 1808 in Mainz, Mediziner, Arzt und Professor in Mainz
- 1769, 25. April, Karl Wenzel, † 19. Oktober 1827 in Frankfurt am Main, Geburtshelfer
- 1769, 22. Mai, Johann Aloys Becker, † 21. September 1850 in Mainz, Jakobiner in der Administration des französisch besetzten Mainz
- 1770, 24. Juni, Heinrich Anton Hoffmann, † 19. Januar 1842 in Frankfurt am Main, Komponist (Konzerte, Kammermusik u. a.)
- 1770, 14. Mai, Nikolaus Müller, † 14. Juni 1851 in Mainz, Maler, Dichter, Schriftsteller und Jakobiner in Mainz
- 1771, 3. Januar, Friedrich Haide, genannt Löwenfels, † 26. Januar 1840 in Weimar, Schauspieler
- 1772, Marianne Müller, † 31. Mai 1851 in Berlin, Kinderdarstellerin, Schauspielerin und Opernsängerin
- 1774, 13. April, Johann Peter Mayer, † 3. November 1848 in Mainz, Ledergroßhändler und Politiker
- 1775, 18. Januar, Friedrich von Ritter zu Groenesteyn, † 21. März 1830 in Kiedrich, Mitglied der Ersten Kammer der Landstände des Herzogtums Nassau.
- 1775, 23. April, Edmund Hardy, hessischer Beamter und Politiker und Abgeordneter der 2. Kammer der Landstände des Großherzogtums Hessen
- 1775, 24. August, Karl Joseph Hieronymus Windischmann, † 23. April 1839 in Bonn, Arzt, Philosoph und Anthropologe
- 1775, 28. September, Johann Adam von Itzstein, † 14. September 1855 in Hallgarten, badischer Politiker und Mitglied der Frankfurter Nationalversammlung
- 1777, 17. März, Johann Josef Ignaz von Hoffmann, † 30. Januar 1866 in Aschaffenburg, Mathematiker
- 1777, 21. März, Benedikt Kühn, † 9. August 1854 in Karlsruhe, badischer Generalmajor
- 1777, 10. Juli, Konstantin von Ritter zu Groenesteyn, † 14. Dezember 1855 in Rüdesheim am Rhein, Mitglied der Ersten Kammer der Landstände des Herzogtums Nassau.
- 1778, 26. August, Konrad Adolf Hartleben, † 5. April 1863 in Wien, deutsch-österreichischer Buchhändler, Herausgeber und Verleger
- 1780, Johann Adam Ackermann,† 27. März 1853, Maler
- 1782, 2. Februar, Theodor von Haupt, † 12. Juni 1832 in Paris, Jurist und Schriftsteller
- 1783, 27. Januar, Franz Sontag, † 28. März 1819 in Mainz, Sänger und Schauspieler
- 1785, 21. Februar, Tobias Dionys Raulino, † 16. April 1839 in Wien, Aquarellist und Landschaftsmaler
- 1786, August Heinrich Peez, † 10. März 1847 in Wiesbaden, Arzt
- 1786, 17. Januar, Nikolaus Nack, † 5. Mai 1860 in Mainz, Kaufmann, Weinhändler und Bürgermeister der Stadt Mainz
- 1786, 25. Oktober, Clemens Lauteren, † 10. Oktober 1877, Unternehmer, Landtagsabgeordneter
- 1787, 17. April, Aloysius von Amelunxen, † 5. März 1860 in Helmersen, kurhessischer Generalleutnant und Mitglied der Kurhessischen Ständeversammlung
- 1788, 21. November, Bernhard Würschmitt, † 18. Juni 1853 in Bergzabern, katholischer Priester und Bildhauer
- 1789, 16. Mai, Michael Creizenach, † 5. August 1842 in Frankfurt am Main, Pädagoge und Theologe
- 1789, 30. September, Johann Friedrich Carl von Zeppelin-Aschhausen, † 2. April 1836 in Stuttgart, württembergischer Zeremonienmeister und Landtagsabgeordneter
- 1789, 12. November, Stephan Metz, † 18. November 1850 in Mainz, Jurist, Rechtsanwalt und Mainzer Bürgermeister
- 1790, Martin Krautheimer, † 20. Juni 1869 in Mainz, Theologe, Geistlicher und Hochschullehrer
- 1790, 10. August, Georg Joseph Vogel, † 19. Oktober 1856 in Mainz, Richter und Abgeordneter der 2. Kammer der Landstände des Großherzogtums Hessen
- 1790, 20. August, Franz Anton Umpfenbach, † 27. März 1852 in Düsseldorf, Vermessungs- und Bauingenieur, Architekt und Baubeamter
- 1791, 29. Mai, Johann Peter Merz, † 14. Mai 1874 in Mainz, römisch-katholischer Priester an St. Stephan, Garnisons- und Gefängnisseelsorger
- 1791, 14. September, Franz Bopp, † 23. Oktober 1867 in Berlin, Sprachwissenschaftler und Sanskritforscher
- 1791, 3. November, Anton von Breidbach-Bürresheim gen. vom Ried, † 30. Oktober 1878 in Heddernheim, Generalmajor, Abgeordneter der 1. Kammer der nassauischen Landstände
- 1792, 10. Dezember, Philipp von Breidbach-Bürresheim gen. vom Ried, † 7. November 1845 in Wiesbaden, Oberzeremonienmeister, Abgeordneter der 1. Kammer der nassauischen Landstände
- 1794, 7. Juli, Carl Johann Franz Josef Becker, † 1. Dezember 1848 in Darmstadt, Theaterschauspieler, Theater- und Opernregisseur sowie Theaterintendant
- 1794, 22 Dezember, Jacob Dernburg, † 22. März 1878, Jurist, Professor und Richter
- 1795, 6. November, Karl Schmitt, † 15. Januar 1878 in Wiesbaden, Verwaltungsbeamter, Provinzialdirektor und Abgeordneter in der Ersten Kammer der Landstände des Großherzogtums Hessen
- 1796, 10. August, Johann Baptist von Franqué, † 14. Januar 1865 in Wiesbaden, Mediziner und Referent in Medizinalangelegenheiten bei der Herzoglich Nassauischen Landesregierung in Wiesbaden
- 1796, 3. November, Friedrich Lennig, † 6. April 1838 in Mainz, Mainzer Dialektdichter
- 1798, 7. März, Hermann Umpfenbach, † 16. März 1862, Mathematiker
- 1799, 26. September, Ignaz Opfermann, † 13. Januar 1866 in Mainz, Architekt und Baubeamter im Großherzogtum Hessen
- 1800, Johann-Joseph Krug, † 5. August 1866 in Reims, Gründer des Champagnerhauses Krug im Jahre 1843
- 1800, 4. März, Joseph Eschborn, † 17. November 1881 in Coburg, Komponist, Geiger und Kapellmeister
- 1800, 10. April, Karoline Stern, † 10. April 1887 in Berlin, Opernsängerin

## 1801–1850
- 1801, 5. August, Theodor Friedrich Knyn, † 20. November 1877 in Mainz, Jurist
- 1801, 4. November, Kathinka Zitz-Halein, † 1877 in Mainz, Aktivistin und Schriftstellerin
- 1802, 3. September, Wilhelm Schott, † 21. Januar 1889 in Berlin, Orientalist, Sinologe, Finnougrist und Hochschullehrer
- 1803, 19. Juli, August Johann Becker, † 21. September 1881 in Mainz, hessische Politiker (Deutsche Fortschrittspartei) und ehemaliger Abgeordneter der 2. Kammer der Landstände des Großherzogtums Hessen
- 1804, 16. Dezember, Franz Anton Probst, † 10. Februar 1878 in Mainz, Weinhändler und Landtagsabgeordneter
- 1806, 16. April, Johannes Baptist Müller, † 18. Juni 1894 in Berlin, Pharmakologe
- 1806, 27. Juni, Adolph Hügel, † 3. Dezember 1887 in Darmstadt, hessischer Beamter und Politiker
- 1806, 16. September, Moritz Ganz, † 22. Januar 1868 in Berlin, Cellist und Komponist
- 1807, 19. Januar, Heinrich Joseph Himioben, † 27. Dezember 1860 in Mainz, römisch-katholischer Geistlicher, Theologe und Publizist
- 1807, 8. April, Karl Theodor von Zabern, † 25. Mai 1864 in Mainz, Verleger und Herausgeber der Mainzer Zeitung
- 1807, 13. Mai, Doris Haus, † 11. Januar 1870 in Stuttgart, Opernsängerin und Gesangspädagogin
- 1808, 10. Juni, Friedrich Albert von Schultze, † 9. April 1875, Forstbeamter
- 1809, 2. April, Damian Crève, † 17. Dezember 1868 in Darmstadt, Diplomat und Mitglied der Ersten Kammer der Landstände des Großherzogtums Hessen
- 1809, 3. Mai, Friedrich Kaspar Hartmann, † 22. Oktober 1896 in Darmstadt, preußischer Generalmajor
- 1809, 4. Mai, Karl von Renard, † 13. September 1886 in Wiesbaden, Mediziner, Naturwissenschaftler und Bibliothekar
- 1809, 10. Mai, Anton Hungari, † 17. Dezember 1881 in Frankfurt-Rödelheim, katholischer Priester, Dichter, Schriftsteller und Publizist
- 1809, 3. Juli, Heinrich Hattemer, † 11. November 1849 in Biel/Bienne, Sprach- und Literaturwissenschaftler, aktiv an der Revolution 1848/49 in der Schweiz und in Baden beteiligt
- 1809, 19. August, Sabine Heinefetter, † 18. November 1872 in Achern, Opernsängerin
- 1809, 4. September, Ludwig Lindenschmit der Ältere, † 14. Februar 1893 in Mainz, Prähistoriker, Historienmaler, Lithograph, Zeichenlehrer
- 1811, 19. März, Josef Kling, † 1. Dezember 1876 in London, Schachspieler und -studienkomponist
- 1811, 19. März, Joseph Adolph Müller, † 9. April 1877 in Wiesbaden, Maler
- 1811, 30. Juli, Franz Schott, † 8. Mai 1874 in Mailand, Musikverleger
- 1811, Johanna Wittmann, † 7. April 1848 in Cannstatt, Theaterschauspielerin und Opernsängerin
- 1813, 5. August, Judith Tydor Baumel-Schwartz, † 10. November 1885 in Mainz, Maler, Restaurator und Konservator
- 1814, 17. November, Kaspar Wilhelm Betz, † 20. Oktober 1882 in Mainz, Abgeordneter der 2. Kammer der Landstände des Großherzogtums Hessen
- 1815, 17. März, Johann Baptist Müller-Melchiors, † 7. Januar 1872 in Wien, Anwalt und Abgeordneter der 2. Kammer der Landstände des Großherzogtums Hessen
- 1815, 2. April, Johann Baptist Heinefetter, † 4. November 1902 in Baden-Baden, Maler
- 1815, 5. Mai, Philipp Wittmann, † 2. Mai 1867 in Mainz, Jurist, Politiker und Abgeordneter der 2. Kammer der Landstände des Großherzogtums Hessen
- 1816, 17. Februar, Klara Stöckl-Heinefetter, † 24. Februar 1857, Opernsängerin
- 1816, 15. April, Johann Baptist Heinrich, † 9. Februar 1891 in Mainz, katholischer Priester, Professor der Dogmatik, Domkapitular, Domdekan und Mainzer Generalvikar
- 1816, 8. Mai, Peter Backé, † 23. Oktober 1886 in Darmstadt, hessischer Landtagsabgeordneter
- 1816, 16. Mai, Julius Creizenach, † 2. Februar 1885 in Darmstadt, Gerichtspräsident
- 1816, 15. Juni, Franz Hyazinth Weber, † 30. April 1896 in Darmstadt, Kaufmann und Politiker, hessischer Landtagsabgeordneter
- 1816, 10. September, David Klein, 4. Februar 1884 in Wiesbaden, Opernsänger
- 1816, 6. Dezember, Joseph Laské, † 21. November 1865 in Mainz, Architekt, Stadt- und Dombaumeister in Mainz
- 1817, 17. Februar, Christoph Moufang, † 27. Februar 1890 in Mainz, Bischofsverweser des Bistums Mainz 1877–86
- 1817, 13. Juli, Konstantin Schmidt, † 1851, Landschafts- und Genremaler der Düsseldorfer Schule
- 1819, 1. Mai, Karl Wilhelm Ludwig Bruch, † 4. Januar 1884, Entdecker der Bruch-Membran
- 1819, 19. Juni, Georg Schmitz, † 8. September 1879 in Mainz, Jurist und Politiker, hessischer Landtagsabgeordneter
- 1819, 1. Juli, Georg Röder, † 24. Februar 1896, hessischer Richter und Landtagsabgeordneter
- 1820, 30. Januar, Jacob Becker, † 3. Dezember 1883 in Frankfurt am Main, Gymnasiallehrer und Altertumsforscher
- 1821, 4. Februar, Rudolph Bamberger, † 7. Juni 1900 in Baden-Baden, jüdischer Bankier (Bankhaus Bamberger & Co. in Main) und Landtagsabgeordneter
- 1821, 9. September, Karl Wagner, † 28. August 1869 in Bombay, Jesuit und Architekt; entwarf die St.-Patrick’s-Kathedrale in Karatschi
- 1822, 19. Januar, Joseph Gottsleben, † 1888, Buchdrucker und Zeitungsverleger, Begründer des „Mainzer Anzeigers“
- 1822, 24. Juni, Leopold Müller, † 13. Oktober 1893 in Berlin, Mediziner; am Aufbau der modernen Medizin Japans beteiligt
- 1822, 30. Juni, Philipp Müller, † 1867, Fotograf und Kaufmann
- 1823, 7. April, Friedrich Wilhelm von Preuschen, † 6. März 1897 in Darmstadt, Jurist und Kammerherr
- 1823, 13. April, Johann Georg Schaefer, † 15. August 1908 in Darmstadt, Pädagoge, Kunsthistoriker und Hochschullehrer
- 1823, 22. Juli, Ludwig Bamberger, † 1899 in Berlin, Politiker und Publizist. Beteiligter am pfälzischen Aufstand von 1848, später Anhänger und finanzpolitischer Berater Bismarcks. Als solcher beteiligt an der Gründung der Reichsbank.
- 1824, 9. Dezember, Auguste Arens von Braunrasch, † 9. Dezember 1904 in Wiesbaden, Schriftstellerin
- 1824, 24. Dezember, Peter Cornelius, † 26. Oktober 1874 in Mainz, Komponist (6 Weihnachtslieder, u. a. „Drei Könige“, Chöre, Orchesterwerke u. a.)
- 1825, 13. September, Johann Falk, † 5. Januar 1905 in Mainz, katholischer Publizist und hessischer Landtagsabgeordneter (Zentrumspartei)
- 1826, 5. August, Paul Stumpf, † 15. März 1912 in Mainz, Politiker und Fabrikant
- 1827, 13. August, Karl von der Esch, † 27. März 1880 in Karlsruhe, preußischer Generalmajor
- 1828, 7. August, Heinrich von Hügel, † 2. August 1899 in Berlin, Architekt und Eisenbahn-Bauunternehmer
- 1831, 15. Mai, Joseph Schlitz; † 7. Mai 1875 vor den Scilly-Inseln, Cornwall, deutsch-US-amerikanischer Brauunternehmer
- 1833, 17. März, Hedwig Henrich-Wilhelmi, † 8. Februar 1910 in Wiesbaden, Schriftstellerin, Freidenkerin und Frauenrechtlerin
- 1833, 3. Oktober, Friedrich Dernburg, † 3. Oktober 1911 in Berlin, nationalliberaler Publizist und Politiker
- 1833, 25. Oktober, Konrad Kraus, † 21. Mai 1886 in Mainz, Architekt und Schriftsteller
- 1834, 18. März, Heinrich Claudius Geier, † 22. Juni 1896 in Mainz, Architekt, Unternehmer und Politiker (NLP), Landtagsabgeordneter
- 1834, 2. Oktober, Anna Versing-Hauptmann, † 8. September 1896 in Prag, Bühnenschauspielerin und Schriftstellerin
- 1834, 8. Oktober, Franz Xaver Stoll, † 8. Januar 1902 in Bensheim, Pädagoge, Gymnasiallehrer am Alten Kurfürstlichen Gymnasium Bensheim
- 1834, 14. November, Helene Richter, † 10. Mai 1913 in Rom, Genremalerin
- 1835, 19. März, Franz Betz, † 11. August 1900 in Berlin, Opernsänger (Bassbariton)
- 1835, 30. März, Bernhard Scholz, † 26. Dezember 1916 in München, Dirigent, Komponist und Musikpädagoge
- 1835, 17. Oktober, Paul Haenlein, † 27. Januar 1905 in Mainz, Ingenieur und Erfinder des lenkbaren Luftschiffs „Aeolus“
- 1835, 28. Dezember, Theodor Eichberger, † 3. Mai 1917 in Seligenstadt, beliebter Humorist, Schriftsteller, Bildhauer und Fastnachter im Mainz des 19. Jahrhunderts
- 1836, 11. Januar, Adolf Merkel, † 30. März 1896 in Straßburg, Rechtswissenschaftler, Rektor der Universität Straßburg
- 1836, 17. März, Lorenzo Riese, † 28. Mai 1907 in Radebeul, Opernsänger
- 1836, 30. März, Ludwig Johann Leichner, † 10. August 1912 in Dahlem, Opernsänger und Kosmetik-Fabrikant
- 1836, 6. August, Karl Georg Bockenheimer, † 28. November 1914 in Mainz, Jurist, Landgerichtsdirektor, Landtagsabgeordneter, Geschichtsforscher und Autor
- 1836, 7. August, Friedrich Schneider, † 21. September 1907 in Mainz, römisch-katholischer Geistlicher und Kunstwissenschaftler
- 1838, 4. April, Hugo Seyfried, † 12. März 1911 in Kassel, preußischer Generalleutnant
- 1838, 18. November, Charles Hallgarten, † 19. April 1908 in Frankfurt am Main, Bankier und Sozialreformer
- 1839, 10. Juli, Adolphus Busch * in Kastel, † 10. Oktober 1913 in Langenschwalbach, Begründer der Brauer-Dynastie Anheuser-Busch in den USA
- 1839, 26. Juli, Rudolf von Spankeren, † 22. März 1920 in Berlin-Schmargendorf, königlich preußischer Generalleutnant
- 1840, 12. Januar, Franz Falk, † 22. September 1909 in Klein-Winternheim, römisch-katholischer Pfarrer, Bistumsarchivar und Kirchenhistoriker
- 1840, 8. März, Gideon Dael von Köth-Wanscheid, † 29. Oktober 1899 in Darmstadt, Gutsbesitzer, Politiker (Zentrum) und Abgeordneter
- 1840, 28. Oktober, Karl von Bock und Polach, † 29. Januar 1902 in Mülheim an der Ruhr, Kommunalpolitiker
- 1842, 10. Juni, Adolf Stoltze, † 19. April 1933 in Frankfurt am Main, Journalist und Dichter
- 1843, 8. Januar, Nathaniel Sichel, † 4. Dezember 1907 in Berlin, Maler und Buchillustrator
- 1843, 5. Dezember, Clemens Lauteren, † 30. November 1908 in Nierstein, Unternehmer und Mitglied der Ersten Kammer der Landstände des Großherzogtums Hessen
- 1843, 25. Dezember, Franz Gredy, † 25. Januar 1911 in Charlottenburg, Fabrikdirektor
- 1844, 15. Juni, Rudolf Opfermann, † 6. Februar 1913 in Mainz, Architekt
- 1845, 23. April, Franz Heerdt, † 6. März 1935, hessischer Landtagsabgeordneter
- 1846, 2. Juli, Ferdinand Becker, † 21. August 1877 in München, der „Maler Becker aus Gunsenum“
- 1847, 11. Januar, Josef Racke, † 26. Dezember 1908 in Mainz, Reichstags- und Landtagsabgeordneter (Zentrum)
- 1849, 29. Mai, Lorenz Adlon, † 7. April 1921 in Berlin, Gastronom, Gründer des Hotels Adlon in Berlin
- 1850, 4. März, Ludwig Lindenschmit der Jüngere, † 20. Juli 1922 in Mainz, Prähistoriker, Leiter des Römisch-Germanischen Zentralmuseums und Maler, Sohn Ludwig Lindenschmit des Älteren
- 1850, 30. November, Jean Falk, † 31. Dezember 1930 in Manz, Handwerksfunktionär, Stadtverordneter in Mainz und Abgeordneter

## 1851–1900
- 1853, 17. November, Lorenz Goebel, † 30. November 1936 in Mainz, Konditor und Fabrikant
- 1854, 26. April, Georg Sieglitz, † 3. November 1917 in München, Kammersänger in München
- 1854, 14. Juni, Wilhelm Bruch, † 5. November 1927 in Nürnberg, Dirigent, Kapellmeister und Komponist
- 1854, 19. August, Helene Hecht, † 22. oder 24. Oktober 1940 an unbek. Ort, Salonnière und Kunstmäzenatin, NS-Opfer
- 1854, 14. Dezember, Peter von Halm, † 25. Januar 1923 in München, Professor für Radierkunst an der Münchner Kunstakademie
- 1855, 26. September, Franz Bamberger, † 27. August 1926 in Langenschwalbach, Bankier und Politiker im Großherzogtum Hessen
- 1856, 16. Januar, Georg Heinrich Hacker, † 15. August 1922 in Darmstadt, Theaterschauspieler
- 1857, 18. Dezember, Adolf Görz, † 28. Juli 1900 in Giessbach (Schweiz), Kaufmann und Erbauer der Görzsiedlung
- 1858, 2. Juli, Georg Heinrich Maria Kirstein, † 15. April 1921 in Mainz, Bischof von Mainz 1904–21
- 1858, 20. Dezember, Carl Laufs, † 13. August 1900 in Kassel, Autor von Lustspielen und Schwänken
- 1859, 22. Dezember, Ludwig Fuld, † 7. September 1935 in Nizza, Jurist, Syndikus und Aufsichtsratsmitglied
- 1860, 24. Februar, Adalbert Seitz, † 5. März 1938 in Darmstadt, Entomologe, Arzt und Reisender, Direktor des Zoologischen Gartens Frankfurt
- 1860, 2. Juni, Gustav Killian, † 24. Februar 1921 in Berlin, Mediziner, Laryngologe (Hals-Nasen-Ohren-Heilkunde) und Begründer der Bronchoskopie
- 1860, 12. November, Emma Koch, † 1945 in Berlin, Pianistin und Musikpädagogin
- 1861, 20. Januar, Albanus Schachleiter, † 20. Juni 1937 in Feilnbach, Benediktiner-Abt von Emaus/Prag und Spanheim
- 1861, 14. April, Bertrand Sänger, † 20. Mai 1938 in Berlin, Komponist und Kapellmeister
- 1863, 7. März, Carl von Heß, † 28. Juni 1923 in Possenhofen, Ophthalmologe in Marburg, Würzburg und München
- 1864, 1. Juli, Paul Meyer-Mainz, † 29. Juni 1909 in Halberstadt, Genre- und Porträtmaler der Düsseldorfer Schule
- 1865, 12. Juni, Sigmund Feist, † 23. März 1943 in Kopenhagen, Sprachwissenschaftler
- 1866, 22. Juni, Carl Goebel, † 29. Oktober 1936 in Krailling, Maler und Kunstlehrer
- 1866, 1. Oktober, Philipp Maria Halm, † 1. Februar 1933 in München, Kunsthistoriker, Generaldirektor des Bayerischen Nationalmuseums
- 1866, 7. Dezember, Wilhelm Seel, † 4. August 1921 in Mainz, Politiker (SPD) und Landtagsabgeordneter
- 1868, 11. Januar, † 27. Februar 1941 in Berlin-Wilmersdorf; vollständiger Name: Elisabeth Felicitas Emma Therese von Baczko; war eine deutsche Innenarchitektin und Möbeldesignerin sowie Frauenrechtlerin.  † 27. Februar 1941 in Berlin-Wilmersdorf;  Innenarchitektin und Möbeldesignerin sowie Frauenrechtlerin
- 1868, 1. Februar, Johannes Glückert, † nach 1918, Landschaftsmaler der Düsseldorfer Schule
- 1868, 18. Februar, Lorenz Müller, † 1. Februar 1953 in München, Herpetologe und Kurator
- 1868, 5. Juli, Isaak Fulda, † 28. Mai 1943 in Sobibor, Bankier
- 1868, 10. Oktober, August Dyckerhoff, † 1947 in Mainz, Chemiker und Unternehmer in der Zementindustrie
- 1869, 3. April, Ludwig Krug, † 15. Dezember 1943, Reichsgerichtsrat
- 1869, 5. April, Peter Thaddäus Keßler, † 25. Oktober 1957 in Mainz, Zeichner und Archäologe
- 1870, 31. Mai, Theodore von Rommel, † 2. Dezember 1950 in Tutzing, Schriftstellerin
- 1871, 9. Januar, Friedrich Pagenstecher, † 14. November 1941 in Mainz, liberaler Landtagsabgeordneter
- 1871, 1. März, Oskar Heinroth, † 31. Mai 1945 in Berlin, Zoologe/Ornithologe
- 1872, 9. März, Melchior Kern; † 1947 in München, Maler
- 1872, 8. Februar, Alfred Dyckerhoff, † 1965 in Mainz, Ingenieur und Unternehmer
- 1872, 10. März, Ernst Mayer, † 19. Juni 1943 in Frankfurt-Heddernheim, Jurist und Oberlandesgerichtsrat, Opfer des Nationalsozialismus
- 1873, 25. März, Rudolf Rocker, † 19. September 1958 in Mohegan/Maine (USA); Theoretiker des Anarchosyndikalismus, Schriftsteller, Historiker
- 1875, 15. Januar, Joseph Bauer, † 17. April 1931 in Mainz, Landtagsabgeordneter und Stadtrat in Mainz
- 1875, 29. Januar, Karl von Loehr, † 28. August 1958 in Kronberg/Taunus, Architekt
- 1875, 5. September, Martin Mayer, † 17. Februar 1951 in Caracas, Tropenmediziner und Hochschullehrer
- 1876, 5. Oktober, Rudolf Busch, † 2. September 1956 in Mainz, Kunstsammler, Kunsthistoriker und Museumsdirektor
- 1877, 30. Oktober, Ludwig Lipp senior, † 14. August 1945 in Mainz, Steinbildhauer, baute auch die ersten Schwellköpp
- 1877, 14. Dezember, Friedrich Bräuninger, geboren in Mainz-Drais, † 1942 in Triberg, Jurist
- 1877, 29. Dezember, Georg Müller, † 29. Dezember 1917 in München, Verleger und Gründer des Münchener Georg Müller Verlages
- 1877 Else Herzberger, † Januar 1962 in Ascona, Unternehmerin und Emigrantin
- 1878, 6. März, Jakob Weinheimer, † 23. März 1962 in Langebrück, Maler, Radierer und Designer
- 1878, 9. Juni, Katharina Maria Kuhn, † 4. Oktober 1948 in Hamburg, Politikerin und Abgeordnete der Hamburgischen Bürgerschaft
- 1878, 21. Juni, Maria Schott, † 23. Februar 1947 in Berlin-Wilmersdorf, Politikerin (DNVP), Mitglied des Reichstags
- 1878, 30. September, Karl Zörgiebel, † 14. März 1961 in Mainz, Polizeipräsident in Köln, Berlin und Dortmund, Politiker der SPD
- 1878, 16. Oktober, Bruno Wolf, † 25. November 1971 in Friedberg/Hessen, Kommunalbeamter und Begründer der heutigen Oberhessischen Versorgungsbetriebe AG
- 1879, 15. März, Peter Paul Koch, † 1. Oktober 1945 in Hamburg, Experimentalphysiker und Hochschullehrer
- 1879, 5. Mai, Karl Keller, † 13. Juli 1951 in Groß-Umstadt, Oberbürgermeister der Stadt Gießen
- 1879, Alfons Herzberger, † 18. Juni 1941 in Bergerac, Kaufmann und Beigeordneter in Neunkirchen
- 1880, 12. Dezember, Lea Bondi, verheiratet Jaray, † 1969 in London, österreichische Galeristin und Kunstsammlerin
- 1881, 1. Mai, Emmi Knoche, † 3. März 1970 in Braunschweig, Pianistin und Klavierlehrerin in Braunschweig
- 1881, 18. August, Carl Renninger, † 28. August 1951 in München, Fabrikant und Oberbürgermeister von Mannheim
- 1881, 15. September, Friedrich Wilhelm Jochem, † 23. Januar 1945 in Langen, Architekt
- 1882, 23. März, Johannes Nepomuk Maria Falk, † 14. Januar 1964 in Frankfurt am Main, Jurist und Oberbürgermeister von Bonn
- 1882, 6. April, Joseph Schmitt, † 23. Juli 1967 in Mainz, Jurist, Politiker (CDU) und Mitglied des Deutschen Bundestages
- 1882, 30. Oktober, Martin Mundo, † 14. März 1941 in Mainz, Mainzer Volksdichter und eine prägende Figur der Mainzer Fastnacht; von ihm stammt das bekannte Mainzer Lied: „Heile Heile Gänsje“.
- 1882, 26. November, Karl Hesse,† 25. Juli 1967, Landesforstmeister
- 1883, Li Osborne, geboren als Luise Wolf, † 1968 in Brè, Fotografin
- 1883, 12. Januar, Elsa „Else“ Huber, 6. April 1950 in Mainz, Textilkünstlerin
- 1883, 5. Februar, Hermann Ostern, † 12. April 1944 in Unterschondorf, Klassischer Philologe und Gymnasialdirektor in Durlach und Heidelberg
- 1883, 21. Juni, Emil Preetorius, † 1973 in München, Maler und Bühnenbildner, 1948–1968 Präsident der Bayerischen Akademie der Schönen Künste
- 1883, 23. Dezember, Adolf Reinach, † 16. November 1917 bei Diksmuide (Belgien), Philosoph, Phänomenologe, Sprachphilosoph sowie Rechtstheoretiker
- 1885, 24. Mai, Adam Abt, † 1918, Klassischer Philologe
- 1885, 9. Juli, Philipp Harth, † 25. Dezember 1968 in Bayrischzell, Bildhauer, dominierender Vertreter der Gattung Tierplastik
- 1885, 17. Juli, Adolf Richard Walther, † 31. Januar 1948 in Bayern, Hochschullehrer für Tierzucht in Gießen und Hohenheim
- 1887, 6. Dezember, Heinrich von Vietinghoff, † 23. Februar 1952 in Pfronten, Generaloberst des Zweiten Weltkrieges
- 1888, 17. März, August Roesener, † 18. Februar 1979 in Mühltal, Jurist, Politiker (CDU), Landrat des Kreises Usingen
- 1888, 6. Mai, Alfred Mumbächer, † 14. Februar 1953 in Mainz, Landschafts- und Stadtansichtenmaler
- 1888, 21. Mai, Rudolf Bamberger, † im Winter 1944/45 im KZ Auschwitz-Birkenau, Bühnenbildner, Filmarchitekt und Dokumentarfilm-Regisseur
- 1888, 5. November, Heinrich Laurenz Dietz, † 24. März 1942 in Narva, Architekt mit Tätigkeitsschwerpunkt in Potsdam
- 1888, 17. November, Curt Goetz, † 12. September 1960 in Grabs/St. Gallen (Schweiz), Schriftsteller (Der Lügner und die Nonne, Das Haus in Montevideo), Schauspieler, Regisseur (Das Haus in Montevideo, Hokuspokus)
- 1889, 9. März, Ferdinand Schmidt, † 21. September 1960 in Stuttgart, Physiker und Hochschullehrer
- 1889, 23. Mai, Max Ludwig Cahn, † 14. Oktober 1967 in Frankfurt am Main, Rechtsanwalt und Notar
- 1890, 18. Februar, Yellva de Fernández, † 5. Dezember 1971 in Wiesbaden, Schauspielerin
- 1890, 13. Dezember, Otto Schmitt, † 21. Juli 1951 in Ulm, Kunsthistoriker und Hochschullehrer
- 1891, 10. Februar, Rudolph Walther, † 31. Oktober 1973 in Mainz, Politiker, Oberbürgermeister von Mainz, Jurist im Finanzministerium
- 1891, 10. März, Carl Nathan, † 11. September 1980 in Basel, Bankdirektor und Uhrensammler in Basel
- 1891, 12. Mai, Alexander Kolb, † 4. April 1963 in Darmstadt, Offizier, Generalleutnant der Luftwaffe
- 1891, 1. Juni, Seppel Glückert, † 31. März 1955 in Mainz, Mainzer Fastnachter
- 1891, Oktober, Jakob Schmitt, † 13. Dezember 1955, kriegsblinder Bildhauer
- 1892, 6. Januar, Ludwig Berger eigentlich Ludwig Bamberger, † 18. Mai 1969 in Schlangenbad, Regisseur, Shakespeare-Interpret
- 1892, 15. Mai, Karl Rudolf Schneider, † 11. Dezember 1945 in Chicago, Architekt und Stadtplaner
- 1892, 28. August, Wolfgang Fritz Volbach, † 23. Dezember 1988 in Mainz, Kunsthistoriker
- 1893, 28. März, Julius Buckler, † 23. Mai 1960 in Bonn, Jagdflieger im Ersten Weltkrieg und Träger des Ordens Pour le Mérite
- 1893, 12. April, Tony Lasnitzki, † 24. Januar 1991 in Sint Idesbald, Architektin, Malerin und Autorin
- 1893, 15. Juni, Carl Fieger, † 21. November 1960 in Berlin, Architekt und Designer (Bauhaus)
- 1893, 26. Juni, Karl Freiherr von Thüngen, † 24. Oktober 1944 im Zuchthaus Brandenburg, Generalleutnant und ermordeter Widerstandskämpfer vom 20. Juli 1944
- 1894, 14. Januar, Fritz Fremersdorf, † 25. Januar 1983 in Köln, Provinzialrömischer Archäologe, Bodendenkmalpfleger und Museumsdirektor in Köln
- 1894, 7. Dezember, Hugo Ries, † 18. Juli 1932 in Mainz, Fußballspieler und -trainer
- 1895, 5. März, Gertrude Fehr, † 16. August 1996 in Montreux, Fotografin
- 1896, 28. Januar, Karl Sattler, † wahrscheinlich 8. Mai 1945 im KZ Bergen-Belsen, Maschinenschlosser und Politiker der Kommunistischen Partei Deutschlands (KPD)
- 1896, 2. Juli, Hugo Wolf, † 4. September 1960 in Mainz, hessischer Landtagsabgeordneter der Reichspartei für Volksrecht und Aufwertung (VRP)
- 1897, 6. April, Fritz Erpenbeck, † 7. Januar 1975 in Berlin, Schriftsteller, Publizist und Schauspieler
- 1897, 24. Dezember, Walther R. Volbach, † 5. August 1996 in Amherst, deutsch-amerikanischer Theaterregisseur, -pädagoge und -wissenschaftler
- 1897, Hans Kohl, † 11. April 1990 in Heppenheim (Bergstraße), Maler und Grafiker
- 1897, 18. Juli, Alfred Schüler, römisch-katholischer Geistlicher und Hochschullehrer
- 1898, 20. September, Richard Schulze, † 24. Dezember 1969 in Buxtehude, Kriminalrat und SS-Obersturmbannführer
- 1898, 4. Oktober, Heinrich Winter, † 17. Januar 1964 in Bensheim, Historiker, Oberbaurat und Heimatforscher
- 1899, 30. Juli, August Theodor Eichhorn, † 16. Juni 1980 in Bensheim, Musiker und Professor für Violoncello
- 1899, 27. August, Hans Wilhelmi, † 5. Juni 1970 in Frankfurt am Main, Bundesminister für wirtschaftlichen Besitz des Bundes (1960–1961)
- 1899, 11. November, Teo Gebürsch, † 7. Juli 1958 ebenda, Maler, Holzschneider, Karikaturist und Zeichner
- 1900, 24. April, Franz Stein, † 14. September 1967 in Südtirol, Volkswirt und Politiker, Oberbürgermeister der Stadt Mainz
- 1900, 5. Juli, August Schuchert, † 24. Mai 1962 in Rom, römisch-katholischer Theologe und Archäologe, Rektor des Campo Santo Teutonisch
- 1900, 28. September, Max Strub, † 23. März 1966 in Bad Oeynhausen, Geiger und Kammermusiker
- 1900, 8. Oktober, August Meier, † 12. Mai 1960 in der Strafanstalt Hohenasperg, SS-Obersturmbannführer
- 1900, 19. November, Anna Seghers, † 1. Juni 1983 in Berlin (Ost), Schriftstellerin (unter anderem „Das siebte Kreuz“, „Der Ausflug der toten Mädchen“), Ehrenbürgerin von Mainz
- 1900, 27. November, Ludwig Link, † 15. Januar 1960 in Mainz, römisch-katholischer Theologe und Hochschullehrer
- 1900, 22, Dezember, Rudolph Sauerwein, † 5. Juni 1956 in Bad Homburg vor der Höhe, Automobilrennfahrer

## 1901–1925
- 1901, 31. Oktober, Willi Busch, † nach 1945, kommunistischer Widerstandskämpfer gegen den Nationalsozialismus
- 1901, 17. November, Walter Hallstein, † 29. März 1982 in Stuttgart, Politiker (CDU), Staatssekretär und Chef des Bundeskanzleramts (1950–1951)
- 1901, 26. November, Peter Metz, † 15. Mai 1985 in Berlin, Kunsthistoriker
- 1902, 12. Februar, Otto Meyer-Tonndorf, † 30. März 1971 in Wittlaer, Jurist und Landrat
- 1902, 27. Februar, Hanns Ruffin, † 6. Januar 1979 in Freiburg im Breisgau, Mediziner
- 1902, 1. Juni, Dora Hennig, † 11. März 1989 in Mainz, Politikerin (SPD), Landtagsabgeordnete
- 1902, 14. Juni, Georg Paul Köllner, † 20. Juli 1971, Kirchenmusiker und Hochschullehrer
- 1902, 19. Juli, Josef Adams, † 7. August 1966 in Worms, Propst am Wormser Dom
- 1903, 4. Februar, Adolf Bender, † 2. April 1997 in Bous/Saar, Maler
- 1903, 22. Februar, Just Scheu, † 8. August 1956 in Bad Mergentheim, Komponist, Librettist, Schauspieler, Drehbuchautor, Bühnenbildner, Chanson- und Schlagertexter
- 1903, 20. Oktober, Gerda Eichbaum, † Juli 1992 in Wellington, Neuseeland, Germanistin
- 1904, 10. November, Heinrich Mohn, † 3. Februar 2003 in Gelnhausen, Ingenieur, Erfinder und Philanthrop
- 1904, 30. Dezember, Edith Schultze-Westrum, † 20. März 1981 in München, Schauspielerin („Die Brücke“, „Jeder stirbt für sich allein“)
- 1905, 23. März, Robert Seyfried, † 2. Mai 1991 in Singen (Hohentwiel), Maler und Bildhauer
- 1905, 14. Juni, Eduard May, † 10. Juli 1956 in Berlin, Biologe, Wissenschaftstheoretiker und Naturphilosoph
- 1905, 12. Juli, Otto Zahn, † 19. Juni 1989 in Mainz, Journalist und Politiker (SPD), Bürgermeister und Beigeordneter der Stadt Mainz
- 1906, 31. Januar, Helmut Kirchberg, † 23. Mai 1983 in Freiberg, Bergbauwissenschaftler und Hochschullehrer
- 1906, 6. März, Lucy Hillebrand, † 14. September 1997 in Göttingen, Architektin
- 1906, 22. April, Heinz Schneider-Schott, † 22. Januar 1988, Musikverleger
- 1906, 13. Juni, Heinz Hugo Hoffmann, † wahrscheinlich am 28. Dezember 1978, Jurist
- 1906, 14. Dezember, Karl Schramm, † 27. Juli 1969 in Mainz, Dramaturg und Schriftsteller
- 1907, 20. Januar, Hans Richtscheid, † 27. Januar 1992 in Mainz, Schriftsteller und Philosoph
- 1907, 25. März, Horst von Waldthausen, † 27. August 1933 in Miramas (Südfrankreich), Autorennfahrer
- 1907, 27. März, Konrad Lein, † 22. Februar 1964 in Worms, Politiker (KPD)
- 1907, 12. Mai, Hans Hermann Glunz, † 3. März 1944 in Russland, Anglist und Hochschullehrer
- 1907, Heinz Erle, auch Heiner Erle, † 1. Januar 1996 in Genf, Schauspieler, Hörspielsprecher und Hörfunkmoderator
- 1908, 6. Februar, Wilhelm Hugo Dyckerhoff, † 1987 in Wiesbaden, Unternehmer und Sportfunktionär
- 1908, 10. März, Edmund Gassner, † 20. März 2004 in Bonn, Städteplaner sowie Professor für Städtebau und Siedlungswesen
- 1908, 9. Juli, Horst Nitschmann, † 4. Juni 1976 in München, Brigadegeneral, Unterabteilungsleiter im Bundesnachrichtendienst
- 1908, 18. November, Heinrich Büttner, † 15. Oktober 1970 in Bad Godesberg, Historiker und Archivar
- 1909, 14. Januar, Ernst Neger, † 15. Januar 1989 in Mainz, Sänger („Heile, heile Gänsje“, „Rucki-Zucki“)
- 1909, 17. Januar, Frank el Punto, bürgerlich Frank Ludwig Schaefer, † 7. Februar 1972 in Sant Antoni de Portmany/Ibiza, Maler und Grafikdesigner
- 1909, 26. September, Guido von Kaulla, † 3. Januar 1991 in Konstanz, Schauspieler, Buch- und Drehbuchautor
- 1909, 10. Dezember, Karl Gumbel, † 21. Mai 1984 in Stegen, Verwaltungsjurist und Staatssekretär
- 1909, 30. Dezember, Ludwig Schäfer-Grohe, † 10. August 1983 in Fellbach, Maler, Zeichner und Lithograph
- 1910, 9. März, Gertrud von Hoschek, † 16. August 1998 in Augsburg, Kinderschauspielerin
- 1910, 21. März, Gustav Neidlinger, † 26. Dezember 1991 in Bad Ems, international bekannter Bassbariton (Wagnerinterpret)
- 1910, 20. Mai, Margret Hofheinz-Döring, † 18. Juni 1994 in Bad Boll, Malerin
- 1911, 16. April, Elisabeth Reiff, † 2. August 1993, Kunsthistorikerin, Leiterin des Rheinischen Bildarchivs
- 1911, 21. Mai, Hans Kindermann, † 11. Mai 1997 in Gleiszellen, Bildhauer
- 1911, 14. November, Ambrosius Schneider, † 21. Juni 2002 in Großlittgen, Zisterzienserabt und Ordenshistoriker
- 1912, 19. Oktober, Fritz Arens, † 13. November 1986 in Mainz, Kunsthistoriker und Denkmalpfleger
- 1913, 4. März, Leo Trepp, † 2. September 2010 in San Francisco, deutsch-amerikanischer Rabbiner und Theologieprofessor
- 1914, 11. Oktober, Walter Schmitt, † 28. März 1994 in Cochem, Jurist und Politiker, Mitglied des Landtages von Rheinland-Pfalz
- 1914, 11. Dezember, Toni Hämmerle, † 8. Dezember 1968 in Mainz, Komponist, Pianist, Organist („Humba-Täterä“, „Gell du hast mich gelle gern“)
- 1914, 25. Dezember, Konrad Georg, † 8. September 1987 in Hamburg, Schauspieler („Kommissar Freytag“, „Tim Frazer“)
- 1916, 11. März, Ferdy Mayne, † 30. Januar 1998 in London, Schauspieler
- 1916, 29. September, Josef Traxel, † 8. Oktober 1975 in Stuttgart, Sänger
- 1916, 3. November, Joachim Neumann, † 17. Oktober 2000 in Bonn, Offizier
- 1916, 22. November, Hans Philippi, † 27. April 2010 in Laubach, Historiker und Archivar, Leiter des Staatsarchivs Marburg und der Archivschule Marburg
- 1917, 5. Mai, Martin Graßnick, † 4. Juli 2020 in Baden-Baden, Architekt, Architekturhistoriker und Denkmalpfleger
- 1917, 31. Mai, Gustl Stark, † 18. Februar 2009 in Mainz, Maler und Graphiker der abstrakten Kunst
- 1918, 6. März, Heinz Stroh, † 6. Juni 1973 in Bischofsheim, Mediziner und ärztlicher Standespolitiker
- 1918, 16. November, Claude Albert Mayer, † 21. Mai 1998 in Wisbech St Mary, britischer Romanist und Hochschullehrer
- 1919, 15. August, Maria Mucke, † 27. Mai 2018, Schlagersängerin der Wirtschaftswunderzeit („Heut’ ist ein Feiertag für mich“)
- 1920, 6. März, Helmut Weicker, † 19. Januar 2001, Sportmediziner und Hochschullehrer
- 1920, 3. November, Peter Ganz, † 17. August 2006 in Oxford, deutsch-britischer Germanist und Hochschullehrer
- 1920, 11. November, Walter Scherf, † 25. Oktober 2010 in München (Pseudonym: tejo), Schriftsteller, Komponist, Kinder- und Jugendliteratur- sowie Märchenforscher
- 1921, 30. Juli, Roman Weyl, † Januar 2011 in Berlin, Szenenbildner bei Bühne, Fernsehen und Film, Plakatmaler
- 1921, 23. August, Kurt Müller, † 17. Oktober 2015, Psychologe und Hochschullehrer
- 1921, 14. Oktober, Josef Amadori, † 21. März 2007 in Budenheim, Fußballspieler
- 1922, 6. Februar, Rudi Zörns, † 26. Januar 2009 in Mainz-Hechtsheim, Fastnachter, Büttenredner
- 1922, 10. Juni, Alban Becker, † 13. Januar 1992 in Frankfurt am Main, Arzt und Präsident der Internationalen Union ärztlicher Kraftfahrverbände
- 1922, 22. Dezember, Jean Malaurie, † 5. Februar 2024 in Dieppe, französischer Geomorphologe, Ethnologe, Arktisforscher, Autor, Dokumentarfilmer und „UNESCO-Botschafter des Guten Willens“
- 1923, 1. Mai, Georg Berresheim, † 31. Dezember 1987, Fastnachter, Fraa Struwwelich
- 1923, 22. Oktober, Lotte Kramer, britische Schriftstellerin deutscher Herkunft
- 1924, 13. Januar, Günther Fleckenstein, † 17. Januar 2020 in Hamburg, Dramaturg, Theaterregisseur und -intendant
- 1924, 28. Januar, Lewis Henry Gann, † 17. Januar 1997 in Palo Alto, amerikanischer Historiker
- 1924, 6. November, Otto Höpfner, † 31. Januar 2005 in Paris, 1. Wirt vom „Blauen Bock“, Sänger, Schauspieler, Conférencier, Autor
- 1924, 11. Dezember, Heinz Schenk, † 1. Mai 2014 in Wiesbaden, Schauspieler, Sänger („Es ist alles nur geliehen“), Moderator („Zum Blauen Bock“), Liedtexter („Ole, ole Fiesta“)
- 1925, 19. Januar, Philipp Filtzinger, † 12. Juni 2006 in Tübingen, Archäologe
- 1925, 7. März, Philippe Malaurie, † 1. April 2020, französischer Jurist und Hochschullehrer
- 1925, 21. März, Heinz Laubach, † 28. Dezember 2023, Architekt und Kommunalpolitiker
- 1925, 12. Juni, Rudi Henkel, † 24. März 2021, Zahnarzt, Büttenredner, Buchautor und Präsident des Mainzer Carneval-Vereins (MCV).
- 1925, 4. August, Josef Schmitz, † 12. Oktober 2013 in Mainz, katholischer Theologe
- 1925, 24. September, Alois Gerlich, † 11. März 2010, Historiker und Hochschullehrer
- 1925, 7. Oktober, Kurt Heinrich, † 24. März 2015, Mediziner und Psychiater
- 1925, 30. Dezember, Helimar Schoormans, † 21. Februar 2013, Maler, Grafiker und Kunstpädagoge

## 1926–1950
- 1926, 14. April, Erich Lamprecht, † 26. September 2003 in Saarbrücken, Mathematiker und Hochschullehrer
- 1926, 25. Mai, Heinz Wagner, † 17. Dezember 2023, Rechtswissenschaftler und Hochschullehrer
- 1926, 23. Juli, Hans-Joachim Lenz, † Februar 2022, Architekt
- 1927, 28. Juni, Heinrich Schreiner, † 13. August 2009 in Mainz, Volkswirt, Ministerialbeamter und Politiker
- 1928, 10. Januar, Anton Diehl, † 10. Oktober 2008 in Mainz, Politiker, Abgeordneter des Landtages Rheinland-Pfalz
- 1928, 26. Januar, Richard Ott, † 17. März 2008 in Werne, Ordenspriester, Philologe und Lehrer
- 1928, 5. Februar, Ludwig Falck, † 6. Juni 2021, Historiker und Archivar (Leiter Stadtarchiv Mainz 1972–1993)
- 1929, 11. Januar, Otto Dürr, † 28. November 2011 in Mainz, Fastnachter, Fraa Babbisch
- 1929, 5. Dezember, Günther Tölg, Chemiker
- 1929, 23. Dezember, Heinz Koch, † 9. Dezember 2005, Ehrenpräsident des Mombacher Carneval-Vereins „Die Bohnebeitel“
- 1930, 27. Februar, Philipp Münch, Fotograf
- 1930, 12. März, Kurt Flasch, Philosophiehistoriker, spezialisiert auf die Philosophie der Spätantike und des Mittelalters
- 1933, 9. Januar, Helmut Schäfer, Politiker, Staatsminister im Auswärtigen Amt
- 1933, 5. Februar, Günter Sieben, † 24. August 2018 in Köln, Ökonom, Hochschullehrer für Betriebswirtschaftslehre
- 1933, 28. April, Heinz Klug, Geograph
- 1933, 9. November, Herbert Bonewitz, † 29. April 2019 in Mainz, Mainzer Fastnachter und Kabarettist
- 1934, 9. November, Wolfgang Knies, † 20. Oktober 2019, Rechtswissenschaftler und Politiker (CDU)
- 1934, 5. Dezember, Vitus Sauer, † 12. Mai 2018 in Remscheid, Fußballspieler
- 1935, 26. Januar, Hans-Kurt Mees, Jurist, Richter am Bundesgerichtshof von 1983 bis 2000
- 1935, 30. Mai, Heinz-Georg Diehl, † Januar 2019 auf Gran Canaria, Politiker, Abgeordneter des Landtages Rheinland-Pfalz
- 1935, 4. Oktober, Horst Janson, † vor oder am 28. Januar 2025 in Grünwald, Schauspieler (Der Bastian, Sesamstraße)
- 1936, 12. April, Josef Mayer-Scheu, † 2013 in Mölln, römisch-katholischer Theologe, Pfarrer und Pastoralpsychologe
- 1936, 2. Juni, Gerulf Herzog, † 11. Juli 2020, Kommunalpolitiker
- 1937, 20. Februar, Hartmut Breitkreuz, † 17. Februar 2020, Sprach- und Literaturwissenschaftler
- 1937, 21. Juni, Herbert Krug, † 2. November 2010 in Hochheim am Main, Dressurreiter, Olympiasieger, Welt- und Europameister
- 1937, 7. November, Klaus Berg, Jurist und Medienmanager
- 1938, 25. Februar, Dieter Reith,† 1. April 2020 in Stuttgart, Komponist (TV-Melodien), Bandleader
- 1939, 23. August, Norbert Kohl, Anglist
- 1940, 3. Februar, Dieter Wenger, † 18. Januar 2025, Motiv-Wagenbauer für den Mainzer Rosenmontagszug
- 1940, 13. Februar, Rolf Krebs, † 29. Oktober 2023, Mediziner, Pharmakologe und Wirtschaftsmanager
- 1940, 23. März, Helmut Müllges, † 25. Oktober 2014, Fußballspieler
- 1940, 5. Juni, Hans-Otto Wilhelm, † 19. Juli 2019, Politiker (CDU)
- 1941, 2. Januar, Johannes Gerster, † 21. August 2021, stellvertretender Fraktionsvorsitzender der CDU/CSU-Fraktion im Deutschen Bundestag (1992–94), Landesvorsitzender der CDU Rheinland-Pfalz (1994–97)
- 1941, 2. April, Heinz Hermann Thiele, † 23. Februar 2021 in München, Unternehmer, Großaktionär
- 1941, 15. Mai, Carlo von Opel, Unternehmer
- 1941, 16. Juni, Otfrid-Reinald Ehrismann, Mediävist
- 1941, 15. August, Jürgen Dietz, † 7. Februar 2015 in Mainz, Fastnachts-Büttenredner
- 1942, 7. Februar, Gert Metz, † 17. April 2021, Leichtathlet und Olympiateilnehmer
- 1942, 21. März, Wolfgang Seibrich, † 5. April 2018, Kirchenhistoriker
- 1942, 18. April, Jochen Rindt, † 5. September 1970 in Monza, Rennfahrer, österreichischer Formel-1-Weltmeister
- 1942, 25. Juni, Volker David Kirchner, † 4. Februar 2020 in Wiesbaden, Komponist der Gegenwart
- 1942, 30. Dezember, Holger Herrmann, † 20. Mai 2014 in Frankfurt am Main, Maler und Grafiker
- 1943, 18. März, Udo Hild, † ≤21. Juni 2022, Ruderer
- 1943, 19. März, Fritz Schmidt, Hockeyspieler und Olympiasieger
- 1943, 18. Oktober, Dietrich Keller, Basketballspieler, Olympiateilnehmer
- 1943, 9. November, Irmtraud von Andrian-Werburg, † 20. April 2019 in Nürnberg, Historikerin und Archivdirektorin im Germanischen Nationalmuseum in Nürnberg
- 1943, 8. Dezember, Michael Reitzel, † 23. September 2023, Politiker (SPD), Vizepräsident des rheinland-pfälzischen Landtages
- 1943, Christine Jackob-Marks, Malerin
- 1943, Gerhard R. Kaiser, Germanist
- 1945, 31. Mai, Walter Jertz, General und Autor
- 1946, 2. November, Steve Bender, eigentlich Karl-Heinz Bender, † 7. Mai 2006 in München, Sänger, Komponist, Texter und Musikproduzent
- 1947, Michael Ernst, Theologe
- 1947, 31. Januar, Rudolf Schieffer, † 14. September 2018 in Bonn, Historiker und Präsident der Monumenta Germaniae Historica (MGH)
- 1947, 19. Oktober, Jutta Weinhold, Rocksängerin
- 1947, 31. Dezember, Gerhard Ludwig Müller, von 2002 bis 2012 Bischof von Regensburg, seit 2012 Präfekt der Kongregation für die Glaubenslehre
- 1948, Thomas Bayer, Schauspieler, Regisseur und Intendant
- 1948, 2. Februar, Theo Brandmüller, † 26. November 2012 in Saarbrücken, Komponist
- 1948, 22. Februar, Werner Meng, † 1. Juli 2016, Rechtswissenschaftler und Hochschullehrer
- 1948, 3. Juni, Franz Peter Lang, Wirtschaftswissenschaftler und Hochschullehrer
- 1948, 16. Juli, Max Midinet, † 23. August 2000 in Hamburg, Balletttänzer
- 1948, 13. September, Walter Strutz, Journalist, Politiker (FDP) und Landtagsabgeordneter
- 1949, 6. Januar, Gerhard „Bimbo“ Bopp, † 14. Juli 2023 in Mainz, Fußballspieler
- 1949, 18. Januar, Paul Schäfer, Politiker (Die Linke), Mitglied des Bundestages
- 1949, 27. Februar, Emil Müller, Ringer, Deutscher Meister, Medaillengewinner bei Europameisterschaften
- 1949, 1. Mai, Antonia Lerch, Filmregisseurin, Drehbuchautorin und Filmeditorin
- 1950, 26. April, Gabriele Faust-Siehl, † 12. Oktober 2013 in Frankfurt am Main, Pädagogin und Hochschullehrerin
- 1950, 26. September, Sigrid Mangold-Wegner, Politikerin (SPD)
- 1950, 22. Dezember, Harald Strutz, Leichtathlet, Jurist, Politiker (FDP) und Fußballfunktionär

## 1951–1975
- 1951, 16. Februar, Thomas Feltes, Jurist, Kriminologe, Polizeiwissenschaftler und Autor
- 1951, 7. Oktober, Norbert Franz, Slawist
- 1952, 24. März, Ramon Berndroth, Fußballspieler und -trainer
- 1952, 4. Oktober, Dieter Neubert, Soziologe, Entwicklungsforscher und Hochschullehrer
- 1953, Werner Schmitt, Jazz- und Unterhaltungsmusiker
- 1953, Gerhard Wenz, Chemiker, Hochschullehrer und Politiker
- 1953, 9. September, Harald Martenstein, Kolumnist bei Die Zeit und Die Welt
- 1953, 16. Oktober, Detlev Schönauer, Kabarettist, Journalist und Autor
- 1954, 13. Januar, Johannes Führ, † 4. August 2019 auf Teneriffa, Vermögensverwalter
- 1954, 3. April, Birgit Eberbach-Born, Juristin, Direktorin beim Thüringer Landtag
- 1954, 18. Mai, Thomas Sinsel, Handballspieler
- 1954, 24. Mai, Joachim Schroedel, römisch-katholischer Geistlicher und Auslandsseelsorger in Kairo
- 1954, 12. Juni, Wolfgang Schneider, Kulturwissenschaftler und Hochschullehrer
- 1954, 23. Oktober, Wolfgang Hering, Musiker, Komponist, Produzent, Publizist und Autor
- 1955, Ullrich Wegerich, Schriftsteller
- 1955, Angelika Wolf, Künstlerin in den Bereichen Malerei, Objektkunst und Design
- 1955, 20. Mai, Martin Zentgraf, evangelischer Theologe
- 1955, 17. Juli, Trude Maurer, † 9. April 2017 in Göttingen, Historikerin
- 1956, Michael Schornstheimer, Soziologe und Journalist
- 1956, 10. April, Thomas Palzer, Schriftsteller und Filmemacher
- 1956, 31. Juli, Susanne Wasum-Rainer, Diplomatin, deutsche Botschafterin in Frankreich, Italien und San Marino sowie Israel
- 1956, 18. Oktober, Udo Münch, Landespolizeipräsident in Hessen
- 1957, 15. März, Eva-Maria Stange, Politikerin (SPD)
- 1957, 6. Mai, Ralf Roth, Historiker, Hochschullehrer
- 1957, 7. Mai, Werner Orf, Fußballspieler und -trainer
- 1957, 30. Oktober, Susanne Gelhard, Journalistin
- 1957, 6. Dezember, Detlev Wolter, Diplomat, Botschafter im Tschad
- 1957, 11. Dezember, Albert Hedderich, Ruderer
- 1958, Gerhard P. Groß, Offizier und Militärhistoriker
- 1958, 16. März, Jürgen Kolb, Hörfunksprecher und -moderator
- 1958, 26. März, Klaus Brantzen, Schauspieler, Sänger, Musiker und Kabarettist
- 1958, 12. Juni, Alexander Wendt, Politikwissenschaftler
- 1959, Tobias Moster, Cellist
- 1959, Juliane Vogel, Literaturwissenschaftlerin
- 1959, 18. Januar, Stephan Borrmann, Meteorologe
- 1959, 16. Februar, Manfred Schmitt, Molekular- und Zellbiologe, Präsident der Universität des Saarlandes
- 1959, 28. Februar, Monika Hirsch, Sprinterin und Weitspringerin
- 1959, 17. April, Nanette Scriba, Chansonsängerin
- 1959, 29. Juli, Werner Landgraf, Astrophysiker
- 1959, 10. Dezember, Wolf Hoffmann, Musiker und Fotograf
- 1960, Johannes Geismann, Staatssekretär
- 1960, Stephan A. König, Mediziner und Hochschullehrer
- 1960, 24. Januar, Mathias Bähr, Neurologe, Neurowissenschaftler und Hochschullehrer
- 1960, 24. Februar, Matthias Frosch, Mediziner, Hochschullehrer und Verbandspräsident
- 1961, 18. Februar, Claudius Gros, Physiker
- 1961, 5. Mai, Manfred Petz, Fußballtorwart und -trainer
- 1961, 2. Juli, Jesko zu Dohna, Historiker und Archivar
- 1961, 12. September, Andreas Schmitt, Fastnacht-Aktiver, Büttenredner
- 1961, 25. November, Axel Brummer, Fußballspieler
- 1961, 5. Dezember, Thomas Koch, Jurist
- 1961, 6. Dezember, Manuel Reuter, Autorennfahrer
- 1962, Heiner Böhmer, Romanist
- 1962, Klaus Bernward Springer, Kirchenhistoriker
- 1962, 25. Januar, Thomas M. J. Möllers, Rechtswissenschaftler und Hochschullehrer
- 1962, 28. April, Dorothea Schäfer, Politikerin, Landrätin im Landkreis Mainz-Bingen
- 1962, 8. September, Andrea Langer, Kunsthistorikerin und Kulturmanagerin
- 1962, 14. November, Ursula Meissner, Fotojournalistin
- 1963, Thomas Daum, Molekularbiologe und Spieleautor
- 1963, Hubert Neumann, Historiker, Autor und Kolumnist
- 1963, Jutta Reiss, bildende Künstlerin
- 1963, Adrian Runhof, Modedesigner und Mitgründer von Talbot Runhof
- 1963, Ole Schmidt, Musiker und Komponist
- 1963, 21. Februar, Annette von der Heyde, Journalistin, Redakteurin und Autorin beim ZDF
- 1963, 2. Juni, Christian Heidel, Fußballfunktionär
- 1963, 28. August, Matthias Fornoff, Journalist und Fernsehmoderator
- 1964, 24. Januar, Susanne Wolf, Autorin und Dramaturgin
- 1964, 19. März, Christiane Lange, Kunsthistorikerin
- 1964, 4. April, Michael Müller, Fußballspieler und -trainer
- 1964, 12. Juni, Lars Reichow, Musikkabarettist
- 1964, 1. August, Dirk Jäger, Onkologe und geschäftsführender Direktor des Nationalen Centrums für Tumorerkrankungen (NCT) in Heidelberg
- 1965, Michael Talke, Opern- und Theaterregisseur und Dramaturg
- 1965, 24. Mai, Ursula Groden-Kranich, Politikerin, Mitglied des Deutschen Bundestages
- 1966, Susanne Ring, Malerin und Bildhauerin
- 1966, Hubert Winter, Jazzmusiker und Hochschullehrer
- 1966, Cora Volz, Bildhauerin
- 1966, Hubert Winter, Jazzmusiker
- 1966, 13. Januar, Wolfgang Lutz, Psychologe, Psychotherapeut und Hochschullehrer
- 1966, 16. April, Matthias Penzel, Schriftsteller und Journalist
- 1966, 23. April, Franco Foda, Fußballspieler und -trainer
- 1966, 19. September, Klaus-Peter Diehl, Orchestermusiker, Dirigent und Kirchenmusiker
- 1966, 2. Oktober, Christiane zu Salm, geborene Hansen, Medienunternehmerin und Kunstsammlerin
- 1966, 22. Dezember, Andreas Bieber, Schauspieler und Musicaldarsteller
- 1967, Matthias Mück, Organist, Kantor und Dozent
- 1967, 14. Februar, Andreas Mosbacher, Rechtswissenschaftler, seit 2013 Richter am Bundesgerichtshof
- 1967, 23. März, Stefan Krämer, Fußballtrainer
- 1967, 11. Juli, Frank Möller, Fußballspieler
- 1967, 27. November, Franziska Reichenbacher, Journalistin und Fernsehmoderatorin
- 1968, 24. Januar, Bianca Weiß, verheiratet Bianca Heinz, Hockeyspielerin, Medaillengewinnerin bei Olympia und EM
- 1968, 21. Februar, Jörg Kukies, Ökonom und Staatssekretär
- 1968, 17. April, Reinhardt Friese, Intendant, Theaterregisseur und Autor
- 1968, 1. Mai, Reinhard Schneider, Betriebswirt und Unternehmer
- 1968, 16. Mai, Anja Gockel, Modedesignerin
- 1968, 20. Mai, Martin Quast, Sportjournalist
- 1969, Gudrun Pawelke, Gestalterin, Kulturkommunikateurin und Autorin
- 1969, 17. Februar, Dorothee Schneider, Dressurreiterin, Olympiasiegerin, Welt- und Europameisterin
- 1969, 7. Juli, Thomas Fetsch, Politiker
- 1969, 15. November, Ulrike Ehmig, provinzialrömische Archäologin
- 1970, Mascha Kurtz, Schriftstellerin
- 1970, 16. Januar, Rainer Guth, Politiker (parteilos) und seit 2017 Landrat des Donnersbergkreises
- 1970, 14. Mai, Gerd Schreiner, Politiker, Landtagsabgeordneter, Generalsekretär der CDU Rheinland-Pfalz
- 1970, 21. Mai, Hans Horberth, Koch, mit zwei Sternen im Guide Michelin ausgezeichnet
- 1970, 19. Dezember, Michael Nagel, Wirtschafts- und Sozialwissenschaftler sowie Hochschullehrer
- 1971, 24. Januar, Norbert Himmler, Medienmanager, Programmdirektor des ZDF
- 1971, 8. April, Thomas Neger, Dachdeckermeister, Politiker (CDU), Karnevalist und Sänger
- 1971, 24. Mai, Axel Metzger, Rechtswissenschaftler und Hochschullehrer
- 1971, 7. September, Caroline Peters, Schauspielerin
- 1971, 2. Juli, Corinna Lampadius, Journalistin und TV-Moderatorin
- 1971, 12. Juli, Holger Greilich, Fußballspieler
- 1972, Ingo Schmidt-Lucas, Tonmeister und Hochschullehrer
- 1972, 26. Januar, Denise Klecker, Hockey-Verteidigerin, Goldmedaillengewinnerin bei den Olympischen Sommerspielen 2004 in Athen
- 1972, 16. August, Sabine Lorenz, Schauspielerin
- 1972, 25. September, Michael Kling, Jurist und Hochschullehrer
- 1973, 24. Juni, Thomas Gerlach, House DJ und Musikproduzent
- 1973, 9. August, Lutz Brenner, Organist und Diözesanmusikdirektor
- 1974, Alexander Göbel, Journalist
- 1974, Matthias Hofmann, Alternativschulpädagoge, Mediator und Autor
- 1974, Maria Mohr, Filmemacherin und Hochschullehrerin
- 1974, 28. März, Matthias Koeberlin, Schauspieler und Rezitator
- 1974, 17. April, Jens Schumacher, Autor
- 1974, 17. Juli, Susanne Nett, Deutsche Weinkönigin 1998/1999
- 1974, 7. August, Tonke Dennebaum, römisch-katholischer Theologe
- 1974, 26. August, Katrein Frenzel, Schauspielerin
- 1974, 16. September, Loretta Stern, Schauspielerin, Synchronsprecherin, Sängerin, Fernsehmoderatorin und Buchautorin
- 1974, 7. Dezember, Melanie Bender, Dance- und Rock-Sängerin
- 1975, Daniela Schick, Journalistin und Moderatorin
- 1975, Peter Tilling, Dirigent, Cellist und Musikpädagoge
- 1975, 29. April, Stephan Käfer, Schauspieler und Model

## 1976–2000
- 1976, Katharina Spalek, Neurolinguistin
- 1976, 17. August, Tobias Mann, Kabarettist und Musiker
- 1976, 8. September, Bertil Mark, Licht- und Bühnendesigner, Schlagzeuger und Musikproduzent
- 1976, 24. Oktober, Katrin Eder, Politikerin, rheinland-pfälzische Ministerin
- 1976, 2. November, Marina Mehlinger, Schauspielerin
- 1976, 6. November, Carsten Hennig, Fußballspieler
- 1977, Cornelia Dörr, Schauspielerin
- 1977, Pascal Finkenauer, Musiker und Teilnehmer beim Bundesvision Song Contest 2009
- 1977, Sebastian Treese, Architekt
- 1977, 8. Mai, Thomas Barth, Politiker (CDU), Mitglied des Landtags Rheinland-Pfalz
- 1977, 13. August, Florian Hartenstein, Basketballspieler
- 1978, 1. Februar, Marion Wagner, Sprinterin
- 1978, 3. Mai, Stipan Jakic, Fußballspieler
- 1978, Oktober, Gunther Heinisch, Politiker (Bündnis 90/Die Grünen)
- 1978, 11. Oktober, Dennis Probst, Fußballspieler
- 1978, 17. Oktober, Sandro Schwarz, Fußballspieler und -trainer
- 1979, 4. Oktober, Swantje Michaelsen, Politikerin (Grüne)
- 1980, Christiane Lutz, Opernregisseurin
- 1980, Erik Schmitt, Filmregisseur und Drehbuchautor
- 1980, Nathalie Schott, deutsch-französische Schauspielerin
- 1980,  9. Januar, Julia Klotz, Sängerin, Schauspielerin und Musicaldarstellerin
- 1980, 3. März, Tanja Krämer, Tischtennisspielerin
- 1980, 24. November, Patrick Mohr, Modeschöpfer und -labelgründer
- 1981, Christoph Bauss, Komponist und Musikproduzent
- 1981, 3. April, Daniel Köbler Politiker (Bündnis 90/Die Grünen)
- 1981, 13. September, Anna Fischer, Chemikerin und Professorin an der Universität Freiburg
- 1982, 20. Mai, Philipp Fernis, Jurist und Politiker (FDP)
- 1982, 29. Juli, Paul Bokowski, deutsch-polnischer Schriftsteller und Satiriker
- 1982, 16. September, David Julian Kirchner, Künstler und Musiker
- 1982, 23. Oktober, Jens Kern, Fußballtorwart
- 1983, 23. April, Nina Kuhn, Triathletin, Deutsche Meisterin
- 1983, 22. Dezember, Lilly Andres, Tischfußball-Spielerin
- 1983, Alexander Niehues, katholischer Kirchenmusiker und Domkapellmeister
- 1983, Sebastian Sternal, Jazzmusiker, Professor an der Hochschule für Musik Mainz
- 1984, 25. Januar, Katrin Schultheis, Kunstradsport Weltmeisterin 2007, 2008, 2009, Vize-Weltmeisterin 2004, 2005, 2006
- 1984, 31. Mai, Sandra Sprinkmeier, Kunstradsport Weltmeisterin 2007, 2008, 2009, Vize-Weltmeisterin 2004, 2005, 2006
- 1985, 31. Januar, Laura Tomlinson, britisch-schweizerische Dressurreiterin
- 1985, 24. Februar, Tristan Brandt, Sternekoch
- 1986, 1. Januar, Tobi Krell, Fernsehmoderator
- 1986, 14. Januar, Verena Bechtluft, Deutsche Meisterin A-Jugend 2002 im Kegeln
- 1986, 7. Februar, Fabian Liesenfeld, Fußballspieler
- 1987, 13. Mai, Felix Kossler, Handballspieler
- 1988, 9. Januar, Christian Telch, Fußballspieler
- 1888, 17. Mai, Philip Barth, Schauspieler, Regisseur und Dramatiker
- 1989, 11. Juli, Jan-Lars Gaubatz, Handballspieler
- 1989, 8. September, Josephine Henning, Fußballspielerin
- 1989, 28. Dezember, Sandro Foda, Fußballspieler
- 1990, 16. Februar, Philipp Stein, Koch
- 1990, 15. April, Philipp Albert, Fußballspieler
- 1990, 5. Juni, Hanna Herbst, Journalistin und Autorin
- 1990, 20. Juni, David Weber, Kabarettist und Musiker
- 1991, Peter Blum, Schauspieler
- 1991, 6. April, Denis Streker, Fußballspieler
- 1991, 7. November, Marcel Kohler, Schauspieler
- 1991, 14. Dezember, Davide Spiga, Fernsehmoderator
- 1991, 23. Dezember, Immanuel Höhn, Fußballspieler
- 1992, 7. Februar, Sven Müller, Automobilrennfahrer
- 1992, 27. Februar, Patrick Heckmann, Basketballspieler
- 1992, 31. März, Christian Mathenia, Fußballtorwart
- 1992, 28. Dezember, Erik Schmidt, Handballspieler
- 1993, Jan Felix May, Jazzmusiker
- 1993, 28. Mai, Selina Herrero, Sängerin
- 1993, 7. Dezember, Damian Lohr, Politiker
- 1994, 15. März, Moritz Moos, Leichtgewichts-Ruderer, Weltmeister
- 1994, 26. März, Marcel Herrnsdorf, Schauspieler
- 1994, 29. August, Julian Weber, Leichtathlet, Speerwerfer
- 1994, 7. September, Maximilian-Leon Bettin, Handballspieler
- 1995 Sophie Stein, Schriftstellerin
- 1995, 9. Februar, Mario Pašalić, kroatischer Fußballspieler
- 1995, 23. Februar, Paula Beer, Schauspielerin
- 1995, 14. Mai, Nadine Anstatt, Fußballspielerin
- 1996, 2. Februar, Malte Moos, Fußballspieler
- 1996, 4. August, Tim Müller, österreichisch-deutscher Fußballspieler
- 1996, 14. September, Jan Just, Fußballspieler
- 1997, 10. Januar, Chiara Bouziane, Fußballspielerin
- 1998, 11. Februar, Niklas Kaul, Zehnkämpfer, Welt- und Europameister
- 1998, 8. April, Makana Baku, Fußballspieler
- 1998, 8. April, Ridle Baku, Fußballspieler
- 1998, 9. Juli, Tobias Brand, Volleyballspieler
- 1999, 13. Mai, Roman Lochmann, Song-Parodist
- 2000, 2. April, Anas Bakhat, Fußballspieler
- 2000, 11. Juli, Niko Springer, Dartspieler
- 2000, 28. September, Şahverdi Çetin, Fußballspieler
- 2000, 23. Oktober, Marleen Schimmer, Fußballspielerin

## Ab 2001
- 2001, 18. Januar, Merveille Papela, Fußballspieler
- 2001, 17. Februar, Niklas Tauer, Fußballspieler
- 2001, 2. August, Noel Eichinger, Fußballspieler
- 2003, 22. Juli, Amin Farouk, Fußballspieler
- 2004, 15. November, Vincent Keymer, Schachspieler
- 2005, 17. März, Nelson Weiper, Fußballspieler